# El poder político surge del cañón de un arma
El poder político surge del cañón de un arma (枪杆子里面出政权S, Qiānggǎnzi lǐmiàn chū zhèngquánP) es una frase que fue acuñada por el líder comunista chino Mao Zedong. La frase fue utilizada originalmente por Mao durante una reunión de emergencia del Partido Comunista Chino (PCCh) el 7 de agosto de 1927, al comienzo de la guerra civil china.
Mao empleó la frase por segunda vez el 6 de noviembre de 1938, durante su discurso de clausura en la sexta Sesión Plenaria del Sexto Comité Central del PCCh. El discurso se refería tanto a la Guerra Civil como a la segunda guerra sino-japonesa, que había comenzado el año anterior.
En 1960, se extrajo una parte del discurso de 1938 y se incluyó en las Obras escogidas de Mao, con el título "Problemas de guerra y estrategia". Sin embargo, la frase central se popularizó en gran medida como resultado de su prominencia en las Citas del presidente Mao Tse-Tung de Mao (1964).

## Sexta sesión plenaria
El párrafo de 1938 que contiene la frase se reproduce a continuación; la frase central (en negrita), citada como derivada del discurso de 1938 a través de las Obras Escogidas, es la que figura en las Citas de Mao.

Los comunistas no luchan por el poder militar personal (bajo ninguna circunstancia deben hacer eso, y no deben permitir que nadie vuelva a seguir el ejemplo de Chang Kuo-tao), pero deben luchar por el poder militar para el Partido, por el poder militar para el pueblo. Mientras se desarrolla una guerra nacional de resistencia, también debemos luchar por el poder militar de la nación. Donde hay ingenuidad sobre la cuestión del poder militar, no se puede lograr nada en absoluto. Es muy difícil para la pueblo trabajador, que ha sido engañada e intimidada por la clase dominante reaccionaria durante miles de años, despertar a la importancia de tener armas en sus propias manos. Ahora que la opresión imperialista japonesa y la resistencia nacional a ella han empujado a nuestro pueblo trabajador a la arena de la guerra, los comunistas deberían demostrar que son los líderes políticamente más conscientes en esta guerra. Todo comunista debe comprender la verdad: "El poder político surge del cañón de un arma". Nuestro principio es que el Partido comanda el arma, y nunca se debe permitir que el arma mande al Partido. Sin embargo, teniendo armas, podemos crear organizaciones del Partido, como atestiguan las poderosas organizaciones del Partido que el Ejército de la Octava Ruta ha creado en el norte de China. También podemos crear cuadros, crear escuelas, crear cultura, crear movimientos de masas. Todo en Yenan ha sido creado por tener armas. Todas las cosas surgen del cañón de un arma. Según la teoría marxista del estado, el ejército es el componente principal del estado poder. Quien quiera tomar y retener el poder estatal debe tener un fuerte ejército. Algunas personas nos ridiculizan como defensores de la "omnipotencia de la guerra". Sí, somos defensores de la omnipotencia de la guerra revolucionaria; eso es bueno, no malo, es marxista. Las armas del Partido Comunista Ruso crearon el socialismo. Crearemos una república democrática. La experiencia en la lucha de clases en la era del imperialismo nos enseña que es sólo por el poder de las armas que la clase obrera y las masas trabajadoras pueden derrotar a la burguesía armada y propietarios; en este sentido podemos decir que sólo con las armas se puede transformar el mundo entero. Somos defensores de la abolición de la guerra, no queremos la guerra; pero la guerra sólo puede abolirse mediante la guerra, y para deshacerse del arma es necesario empuñar el arma.
Selected Works of Mao Tse-tung, Vol. II, pp. 224-225